# 99 (tal)
99 (nioghalvfems, på checks også nitini) er det naturlige tal som kommer efter 98 og efterfølges af 100.

## Inden for videnskab
- 99 Dike, asteroide
- M99, spiralgalakse i Berenikes Lokker, Messiers katalog

## Eksterne links
- Wikimedia Commons har flere filer relateret til 99 (tal)